# Once Upon a Time (6.ª temporada)
A sexta temporada de Once Upon a Time foi anunciada em 3 de março de 2016, e estreou em 25 de setembro de 2016.
Novos personagens introduzidos para a série durante a temporada incluem Aladdin, Jafar, Princesa Jasmine, Morfeu, Conde de Monte Cristo, e Capitão Nemo.

## Sinopse
A cidade de Storybrooke está ameaçada pelo alter ego agora dividido do Dr. Jekyll, o Sr. Hyde, que, junto com seus companheiros da Terra das Histórias Não Contadas, lutarão para derrubar os heróis. Após sua falha tentativa de se livrar de seu lado mal, Regina terá de lidar também com a sua auto personificação, a Rainha Má, que foi separada de si e deseja vingança contra os heróis.

## Elenco e personagens

### Principal
- Ginnifer Goodwin como Branca de Neve / Mary Margaret Blanchard[2][3][4]
- Jennifer Morrison como Emma Swan, a Salvadora[4][5]
- Lana Parrilla como Regina Mills, a Rainha Má[6]
- Josh Dallas como Príncipe Encantado / David Nolan[2][7]
- Emilie de Ravin como Bela / Lacey[8]
- Colin O'Donoghue como Capitão Gancho / Killian Jones[5][9]
- Jared S. Gilmore como Henry Mills[10]
- Rebecca Mader como Zelena, a Bruxa Má do Oeste[11][12]
- Robert Carlyle como Rumplestiltskin / Sr. Gold[13]

### Recorrente
- Karen David como Princesa Jasmine[14][15]
- Deniz Akdeniz como Aladdin[16]
- Beverley Elliott como Widow Lucas / Granny[17]
- Raphael Sbarge como Grilo Falante / Dr. Archie Hopper[18]
- Lee Arenberg como Sonhador / Zangado / Leroy[19]
- David Paul Grove como Mestre[20]
- David Anders como Victor Frankenstein / Dr. Whale[21]
- Tony Amendola como Gepeto / Marco
- Gabe Khouth como Atchim / Sr. Clark[22]
- Keegan Connor Tracy como Fada Azul / Madre Superiora[23]
- Eion Bailey como Pinocchio / August Booth[24]
- Jessy Schram como Cinderella / Ashley Boyd[25]
- Tim Phillipps como Príncipe Thomas / Sean Herman[26]
- Alan Dale como Rei George / Albert Spencer[27]
- Sean Maguire como Robin de Locksley[28]
- JoAnna Garcia Swisher como Ariel
- Hank Harris como Dr. Henry Jekyll[29]
- Sam Witwer como Sr. Hyde[29]
- Tzi Ma como o Dragão[30]
- Gabrielle Rose como Ruth[31]
- Faustino Di Bauda como Soneca[32]
- Mig Macario como Dengoso[32]
- Geoff Gustafson como Cauteloso[32]
- Patrick Fischler como Isaac Heller[33]
- Sara Tomko como Tigrinha Lily[34]
- Wil Traval como Xerife de Nottingham / Keith[35]

### Convidado
- Oded Fehr como Jafar[16]
- Giles Matthey como Gideon / Morfeu[36]
- Jordyn Ashley Olson como Oráculo[19]
- Craig Horner como Edmond Dantès / Conde de Monte Cristo[37]
- Andrea Brooks como Charlotte[38]
- Andrew Kavadas como Barão Danglers[38]
- Lisa Banes como Lady Tremaine[26]
- Mekenna Melvin como Clorinda[26]
- Goldie Hoffman como Tisbe[26]
- Max Lloyd-Jones como Jacob[26]
- Jarod Joseph como Gus / Billy[26]
- Jonny Coyne como Dr. Arthur Lydgate[39]
- Elizabeth Blackmore como Mary Lydgate[20]
- Cedric De Souza como o Sultão[40]
- Kate Dion-Richard como Cachinhos Dourados[40]
- Reilly Jacob como Tom Sawyer[20]
- Faran Tahir como Capitão Nemo[41]
- Nick Eversman como Liam Jones II[42]
- Paul Johansson como Lenhador / Gabriel[23]
- Jaime Murray como Fada Negra[43]
- Nick Hunnings como Jack[44]
- Tammy Gillis como Jill[44]
- Mckenna Grace como Emma (jovem)[45]

## Episódios
| N.º na série | N.º na temp. | Título                                                          | Dirigido por                  | Escrito por                                                          | Exibição original      | Audiência (milhões) |
| --- | ------------ | --------------------------------------------------------------- | ----------------------------- | -------------------------------------------------------------------- | ---------------------- | ------------------- |
| 112 | 1            | "The Savior" "(O Salvador)" (BR)                                | Eagle Egilsson                | Edward Kitsis & Adam Horowitz                                        | 25 de setembro de 2016 | 3.99                |
| Em um flashback de Agrabah, Jafar confronta um aflito Aladdin, e um segredo sobre a linhagem de Salvadores é revelado. Após os heróis enfrentarem Hyde, em uma tentava falha de derrotá-lo, Emma desenvolve um efeito colateral misterioso. Storybrooke se torna abrigo para os refugiados da Terra das Histórias Não Contadas. Enquanto, Regina e Zelena abraçam sua fraternidade recém-descoberta, tornando-se "companheiras de quarto". Na Terra das Histórias Não Contadas, Sr. Gold continua tentando libertar Bela da maldição do sono e com a ajuda de Morfeu, o deus dos sonhos, acaba por despertar sua amada, que decide afastar-se de seu marido para proteger seu futuro e de seu filho. |              |                                                                 |                               |                                                                      |                        |                     |
| 113 | 2            | "A Bitter Draught" "(Remédio Amargo)" (BR)                      | Ron Underwood                 | Andrew Chambliss & Dana Horgan                                       | 2 de outubro de 2016   | 3.72                |
| Em um flashback da Floresta Encantada, a Rainha Má faz um trato com o Conde de Monte Cristo, no qual ele deve envenenar Branca e Encantado em troca de uma informação que o ajudará a concretizar sua própria vingança contra aqueles que o fizeram mal. Quando um homem misterioso da Terra das Histórias Não Contadas, que compartilha um passado com a Rainha Má, chega em Storybrooke, David e Branca trabalham juntos com Regina para neutralizar a ameaça. Bela pede a Gancho para ajuda-la a encontrar um lugar seguro longe de seu marido, Sr. Gold. Enquanto a Rainha Má continua tentando trazer Zelena para seu lado, Emma recomeça sua sessão de terapia com Artie e compartilha suas terríveis visões do futuro. |              |                                                                 |                               |                                                                      |                        |                     |
| 114 | 3            | "The Other Shoe" "(O Outro Sapato)" (BR)                        | Steve Pearlman                | Jane Espenson & Jerome Schwartz                                      | 9 de outubro de 2016   | 4.11                |
| Em um flashback da Floresta Encantada, Cinderella vai ao baile e conhece seu príncipe, porém sua madrasta má não irá deixar esse amor vencer tão fácil assim. Enquanto Storybrooke continua a receber novas pessoas da Terra das Histórias Não Contadas, famílias, amigos e até antigos inimigos estão se reencontrando. Quando Ashley/Cinderella procura por sua meia-família, com a intenção de acabar com seus negócios inacabados, Emma, Gancho e Henry se esforçam para ajudá-la antes que seja tarde demais. Enquanto Regina tenta subornar o Sr. Hyde para obter informações sobre como derrotar a sua outra metade, Branca ajuda o Dr. Jekyll a encontrar um laboratório apropriado para seu trabalho, e David faz um trato com o Sr. Gold e entrega uma mensagem para Bela em troca de novas informações sobre seu pai.                                                               |              |                                                                 |                               |                                                                      |                        |                     |
| 115 | 4            | "Strange Case" "(Um Caso Estranho)" (BR)                        | Alrick Riley                  | David H. Goodman & Nelson Soler                                      | 16 de outubro de 2016  | 3.53                |
| Em um flashback da Inglaterra Vitoriana, Rumplestiltskin ajuda Jekyll a finalizar seu soro para separar sua personalidade em duas, porém como de costume, a ajuda do Senhor das Trevas sempre requer um alto preço. A Rainha Má e o Sr. Hyde continuam sua missão de roubar o soro do Dr. Jekyll, enquanto Branca está ansiosa pelo seu primeiro dia de volta a escola como professora, e Emma aguarda que Gancho vá morar com ela, e ele se vê tentando proteger Bela de Gold. |              |                                                                 |                               |                                                                      |                        |                     |
| 116 | 5            | "Street Rats" "(Ratos de Rua)" (BR)                             | Norman Buckley                | Edward Kitsis & Adam Horowitz                                        | 23 de outubro de 2016  | 3.40                |
| Em um flashback de Agrabah, a princesa Jasmine recruta Aladdin para ajudá-la a recuperar uma arma secreta capaz de quebrar o controle que Jafar tem sobre os sultanos e salvar a cidade das ruínas. A jornada deles os leva à Caverna das Maravilhas onde o verdadeiro destino de Aladdin é revelado. Em Storybrooke, a Rainha Má engana Gancho e os Encantados e força Emma a revelar seu segredo, em uma tentativa de dividir a família. Enquanto a Rainha Má tenta embelezar Zelena, em outro lugar da cidade, Regina e os heróis se organizam para descobrir o que aconteceu com Aladdin. |              |                                                                 |                               |                                                                      |                        |                     |
| 117 | 6            | "Dark Waters" "(Águas Escuras)" (BR)                            | Robert Duncan                 | Andrew Chambliss & Brigitte Hales                                    | 30 de outubro de 2016  | 3.06                |
| Em um flashback da Floresta Encantada, Gancho se encontra sequestrado pelo misterioso Capitão Nemo e mantido em cativeiro dentro de seu lendário submarino, o Nautilus, aonde deve lidar com questões familiares ainda não resolvidas. Emma tenta convencer Aladdin a trabalhar com Jasmine para ajudar Agrabah, enquanto Regina se junta a Branca e David para libertar Archie das mãos de Zelena. A Rainha Má semeia a discórdia entre Henry e Gancho, assim como Gold a faz lembrar-se de sua lição mais importante. |              |                                                                 |                               |                                                                      |                        |                     |
| 118 | 7            | "Heartless" "(Sem Coração)" (BR)                                | Ralph Hemecker                | Jane Espenson                                                        | 6 de novembro de 2016  | 3.56                |
| Em um flashback da Floresta Encantada, Branca de Neve se esquiva de um caçador de recompensas, chamado o Lenhador, enquanto o pastor de ovelhas, David, embarca em uma jornada fatídica para vender a fazenda de sua família. Em Storybrooke, a Rainha Má ameaça destruir a cidade e todos que moram nela a não ser que Branca e David entreguem seus corações à ela. Enquanto Emma, Gancho e Henry se preparam para defender Storybrooke, Branca, David e Regina procuram uma muda da primeira faísca de amor verdadeiro. Regina usa o crescente romance entre Gold e a Rainha Má contra eles, e Zelena oferece a Bela um conselho amigável. |              |                                                                 |                               |                                                                      |                        |                     |
| 119 | 8            | "I'll Be Your Mirror" "(Serei o Seu Espelho)" (BR)              | Jennifer Lynch                | Jerome Schwartz & Leah Fong                                          | 13 de novembro de 2016 | 3.40                |
| Emma e Regina formulam um plano para prender a Rainha Má em uma prisão criada pela própria, enquanto Branca e David ajustam a vida um sem o outro. Quando Henry se prepara, nervosamente, para levar Violet para um baile da escola, a Rainha Má interpreta Regina para dar alguns conselhos que poderem levá-lo por um caminho obscuro. Enquanto isso, Zelena concorda em ajudar Bela e juntas elas procuram Aladdin para roubar um objeto mágico de Gold que poderá proteger Bela e seu filho ainda não nascido. |              |                                                                 |                               |                                                                      |                        |                     |
| 120 | 9            | "Changelings" "(Bebês Trocados)" (BR)                           | Mairzee Almas                 | David H. Goodman & Brian Ridings                                     | 27 de novembro de 2016 | 3.28                |
| Em um flashback da Floresta Encantada, Rumplestiltskin sequestra o filho de Jack e Jill como isca para atrair alguém poderoso. Em Storybrooke, Gold diz a Rainha Má que ela deve matar Zelena como parte do acordo de ambos, o que força a Rainha a tomar uma decisão que vai mudar seu relacionamento com a irmã para sempre. Quando Bela descobre os planos de Gold em relação ao filho dos dois, ela convence Gancho e Emma a roubarem tinta de lula para imobilizar seu marido, e como resultado Bela é obrigada a fazer um sacrifício que afetará as vidas de Storybrooke. Enquanto isso, Jasmine encontra uma lâmpada sem gênio que ela espera usar para salvar Agrabah, e Aladdin procura uma maneira de ser o herói dela. |              |                                                                 |                               |                                                                      |                        |                     |
| 121 | 10           | "Wish You Were Here" "(Gostaria Que Você Estivesse Aqui)" (BR)  | Ron Underwood                 | Edward Kitsis & Adam Horowitz                                        | 4 de dezembro de 2016  | 3.27                |
| Quando descobre que os heróis possuem uma arma capaz de derrotá-la, a Rainha Má rouba a lâmpada mágica de Aladdin das mãos de Jasmine e faz um desejo para deixar a Emma rendida para sempre. Sem querer acordar Branca, enquanto Emma está desaparecida, David trabalha com Gancho e Henry para atrasar a Rainha Má em Storybrooke, enquanto Regina segue para uma missão de resgate sozinha, aonde terá que lidar com seu passado. Enquanto isso, Gold e Bela se deparam com uma grande surpresa que poderá mudar a vida de todos. |              |                                                                 |                               |                                                                      |                        |                     |
| 122 | 11           | "Tougher Than the Rest" "(Mais Resistente do Que o Resto)" (BR) | Billy Gierhart                | Edward Kitsis & Adam Horowitz                                        | 5 de março de 2017     | 3.03                |
| Com Snow ainda adormecida em Storybrooke, David e Gancho correm para impedir Gideon antes que ele possa confrontar Emma. Gideon faz uma confissão surpreendente para Belle e Gold sobre seu paradeiro enquanto ele estava desaparecido. Enquanto isso, Regina lida com a percepção de que todo mundo, talvez até Robin, deveriam ficar no mundo alternativo onde a Rainha Má foi derrotada. E quando Emma inspira alguém familiar para ajudar ela e Regina a voltarem para casa, ela descobre o poder de mudar seu destino. |              |                                                                 |                               |                                                                      |                        |                     |
| 123 | 12           | "Murder Most Foul" "(Crime Sujo)" (BR)                          | Morgan Beggs                  | Jerome Schwartz & Jane Espenson                                      | 12 de março de 2017    | 3.06                |
| Antes de Gancho dar o próximo passo em seu relacionamento com Emma, ele quer ter certeza de que David o vê como mais do que apenas um pirata. Então, quando David pede a Gancho que o ajude a descobrir a verdade sobre a morte de seu pai, Gancho concorda. Enquanto isso, Regina trabalha para acostumar Robin a viver em Storybrooke, mas logo ele descobre que ela tem um lado negro, o que torna a tarefa muito mais complicada do que ela previa. |              |                                                                 |                               |                                                                      |                        |                     |
| 124 | 13           | "Ill-Boding Patterns" "(Padrões Agourentos)" (BR)               | Ron Underwood                 | Andrew Chambliss & Dana Horgan                                       | 19 de março de 2017    | 2.71                |
| Em um flashback da Floresta Encantada, Rumple acaba com a Primeira Guerra dos Ogros e se torna um herói, o que desperta a inveja de Beowulf, gerando consequências que levem o senhor das trevas para o lado sombrio pela primeira vez em nome do amor por seu filho Bealfire. Em Storybrooke, Rumple reconhece um padrão familiar em Gideon, que faz avanços em sua busca para matar Emma Swan ao custo da vida da Fada Azul. Gancho preocupa-se sobre o que acontecerá com seu relacionamento com Emma se seu segredo for revelado. Enquanto isso, Emma involuntariamente força uma situação embaraçosa depois de encontrar o anel de noivado de Gancho. Robin tenta fugir da cidade, mas não tem sucesso e encontra um aliado inesperado. |              |                                                                 |                               |                                                                      |                        |                     |
| 125 | 14           | "Page 23" "(Página 23)" (BR)                                    | Kate Woods                    | David H. Goodman & Brigitte Hales                                    | 26 de março de 2017    | 2.85                |
| Na Floresta Encantada, a Rainha Má está em busca de um feitiço que irá ajudá-la a acabar com a Branca de Neve para sempre, mas seu pai a leva em busca da Flecha do Cupido. No entanto, a Rainha Má usa magia na seta para faze-lá seguir a pessoa que alguém mais odeia e descobre que a pessoa que ela mais despreza é ela mesma. Em Storybrooke, a Rainha má e Regina se enfrentam em um confronto final. Apenas quando Regina ganha a vantagem, ela lembra-se da auto-rejeição da Rainha Má e divide uniformemente a luz e a escuridão em seus corações, para compartilhar seu amor e ódio e permitir que a Reina Má se torne boa. Depois que Emma cancela o noivado, Gancho decide embarcar no Nautilus com o capitão Nemo. Mas depois muda de ideia após uma conversa com Mary Margareth, mas antes que ele possa retornar, Gideon seqüestra o navio e o envia para fora do Storybrooke. |              |                                                                 |                               |                                                                      |                        |                     |
| 126 | 15           | "A Wondrous Place" "(Um Lugar Extraordinário)" (BR)             | Steve Pearlman                | Jane Espenson & Jerome Schwartz                                      | 2 de abril de 2017     | 2.80                |
| Para animar o clima, Regina sugere uma "noite de meninas" para Emma, com ela e Mary Margareth. Enquanto isso, o Nautilus é transportado para a Floresta Encantada, onde encontram Aladdin e Jasmine. Eles tem problemas com um Kraken e acabam indo parar uma ilha misteriosa onde Jafar se encontra, Gancho reencontra uma amiga que o fornecera um meio de se comunicar com Emma. Gideon ameaça separar Emma e Gancho para sempre, a menos que ela o ajude a matar a Fada Negra. Os flashbacks do primeiro encontro de Ariel e Jasmine mostram a princesa vacilar, sob a astúcia de Jafar. |              |                                                                 |                               |                                                                      |                        |                     |
| 127 | 16           | "Mother's Little Helper" "(O Pequeno Ajudante da Mamãe)" (BR)   | Billy Gierhart                | História por : Edward Kitsis & Adam Horowitz Roteiro por : Paul Karp | 9 de abril de 2017     | 2.60                |
| Em Storybrooke, Gold revela para Emma e Branca seu parentesco e novas informaçõs com relação a Maldição das Trevas. Emma é enganada por Gideon na mansão do feiticeiro e deixada numa situação desconfortável, para abir um portal. Na Floreta Encantada Gancho aposta contra Barba Negra para conseguir voltar para casa e acaba indo para na Terra do Nunca. Em Storybrooke, Henry descobre uma nova função como autor, o que preocupa Regina que busca ajuda com o antigo autor. Flashbacks revelam os abusos que a Fada Negra infligiu a Gideon, e por que ele ainda a obedece. |              |                                                                 |                               |                                                                      |                        |                     |
| 128 | 17           | "Awake" "(Despertar)" (BR)                                      | Sharat Raju                   | Andrew Chambliss & Leah Fong                                         | 16 de abril de 2017    | 2.51                |
| Regina e Zelena trabalham duro para livrarem Branca e David da maldição do sono, mas um erro os deixa próximos do sono eterno. Gold finalmente se encontra com sua mãe a Fada Negra e diz saber porque Gideon a obedece cegamente. Emma descobre que a batalha final se aproxima e que sua luta com a Fada Negra pode acarretar serias consequências para todos. Na Terra do Nunca, Tigrinha entrega a Gancho algo que pode decidir a batalha final a favor dos heróis. Em Storybrooke com o auxilio de uma flor magica Emma resgata seu amado das mãos dos meninos perdidos. Todos se unem para efetivar uma solução encontrada por Regina que pode salvar Branca e David. Em flashbacks, Branca e David veem uma chance de se livrarem da maldição antes do tempo para se unirem a sua filha, mas algo os fará mudar de ideia pelo bem de todos da cidade.                                   |              |                                                                 |                               |                                                                      |                        |                     |
| 129 | 18           | "Where Bluebirds Fly" "(Onde os Pássaros Azuis Voam)" (BR)      | Michael Schultz               | David H. Goodman & Brigitte Hales                                    | 23 de abril de 2017    | 2.69                |
| Em um flashback, Zelena fez amizade com um jovem lenhador que foi amaldiçoado, ele pede ajuda a ela para encontrar um novo coração. Zelena é forçada a escolher entre manter seus poderes ou a sua amizade com ele. Enquanto isso, em Storybrooke, Zelena decide confrontar a Fada Negra e impedi-la de uma vez por todas, graças a uma ameça desafiadora, tudo isso contra os desejos de Regina. David e Branca não concordam com os planos de casamento de Emma e Gancho. |              |                                                                 |                               |                                                                      |                        |                     |
| 130 | 19           | "The Black Fairy" "(A Fada Negra)" (BR)                         | Alrick Riley                  | Jerome Schwartz & Dana Horgan                                        | 30 de abril de 2017    | 3.03                |
| Em flashback, a mãe de Rumple, Fiona, tem o destino de seu filho profetizado pela sua fada madrinha, e faz tudo ao seu alcance para impedi-lo de acontecer. Ao final, Fiona vai ter de tomar uma decisão que irá mudar o curso da vida de ambos para sempre. Enquanto isso, em Storybrooke, Rumple enfrenta um problema semelhante. |              |                                                                 |                               |                                                                      |                        |                     |
| 131 | 20           | "The Song in Your Heart" "(A Música em Seu Coração)" (BR)       | Ron Underwood                 | David H. Goodman & Andrew Chambliss                                  | 7 de maio de 2017      | 2.87                |
| Em um flashback na Floresta Encantada, Branca e Encantado fazem um desejo especial para que Emma fique protegida. O resultado de seu desejo faz com que todo o reino comece a cantar, o que enfurece a Rainha Má. Enquanto isso, em Storybrooke, a Fada Negra anuncia seu plano para desencadear outra maldição sobre a cidade, enquanto Emma e Gancho se preparam para o seu casamento. |              |                                                                 |                               |                                                                      |                        |                     |
| 132 133 | 21 22        | "The Final Battle" "(A Batalha Final)" (BR)                     | Steve Pearlman Ralph Hemecker | Edward Kitsis & Adam Horowitz                                        | 14 de maio de 2017     | 2.95                |
| Henry desperta em uma Storybrooke amaldiçoada e descobre que Emma está no hospital psiquiátrico e que a Fada Negra é a nova prefeita. Henry tenta ajudar Emma a recuperar a memória enquanto Gold tenta descobrir o que realmente aconteceu com Bela. Enquanto isso, Branca, Encantado, Regina, Zelena e Gancho em uma Floresta Encantada decadente, tentam desesperadamente descobrir uma maneira de se reunir com Emma e Henry. |              |                                                                 |                               |                                                                      |                        |                     |